# 紙杏駅
紙杏駅（チヘンえき）は大韓民国京畿道東豆川市紙杏洞にある、韓国鉄道公社京元電鉄線（首都圏電鉄1号線）の駅である。駅番号は104。

## 歴史
- 2005年1月30日 - 開業。
- 2006年12月15日 - 京元電鉄線営業開始。
- 2018年7月2日 - 急行停車駅になる。

## 駅構造
島式ホーム2面4線を有する高架駅。駅構内にコンビニ（KORAIL MART）がある。

### のりば
| ホーム | 路線                | 種別 | 行先                             |
| ------ | ------------------- | ---- | -------------------------------- |
| 1・2   | 1号線（京元電鉄線） | 緩行 | 東豆川中央・東豆川・逍遥山方面   |
| 3・4   | 1号線（京元電鉄線） | 緩行 | 光云大・ソウル駅・九老・仁川方面 |

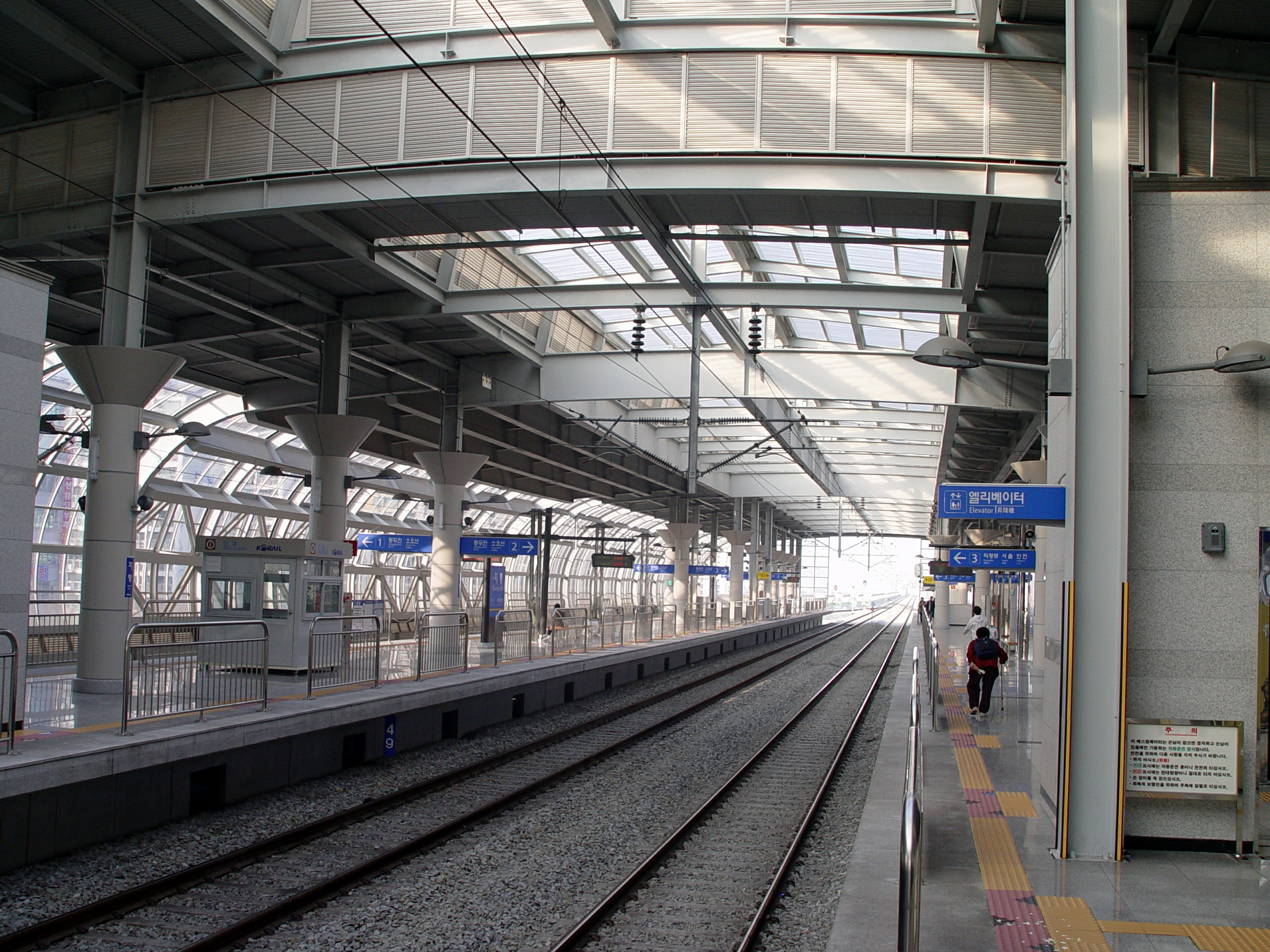
ホーム（2007年撮影）
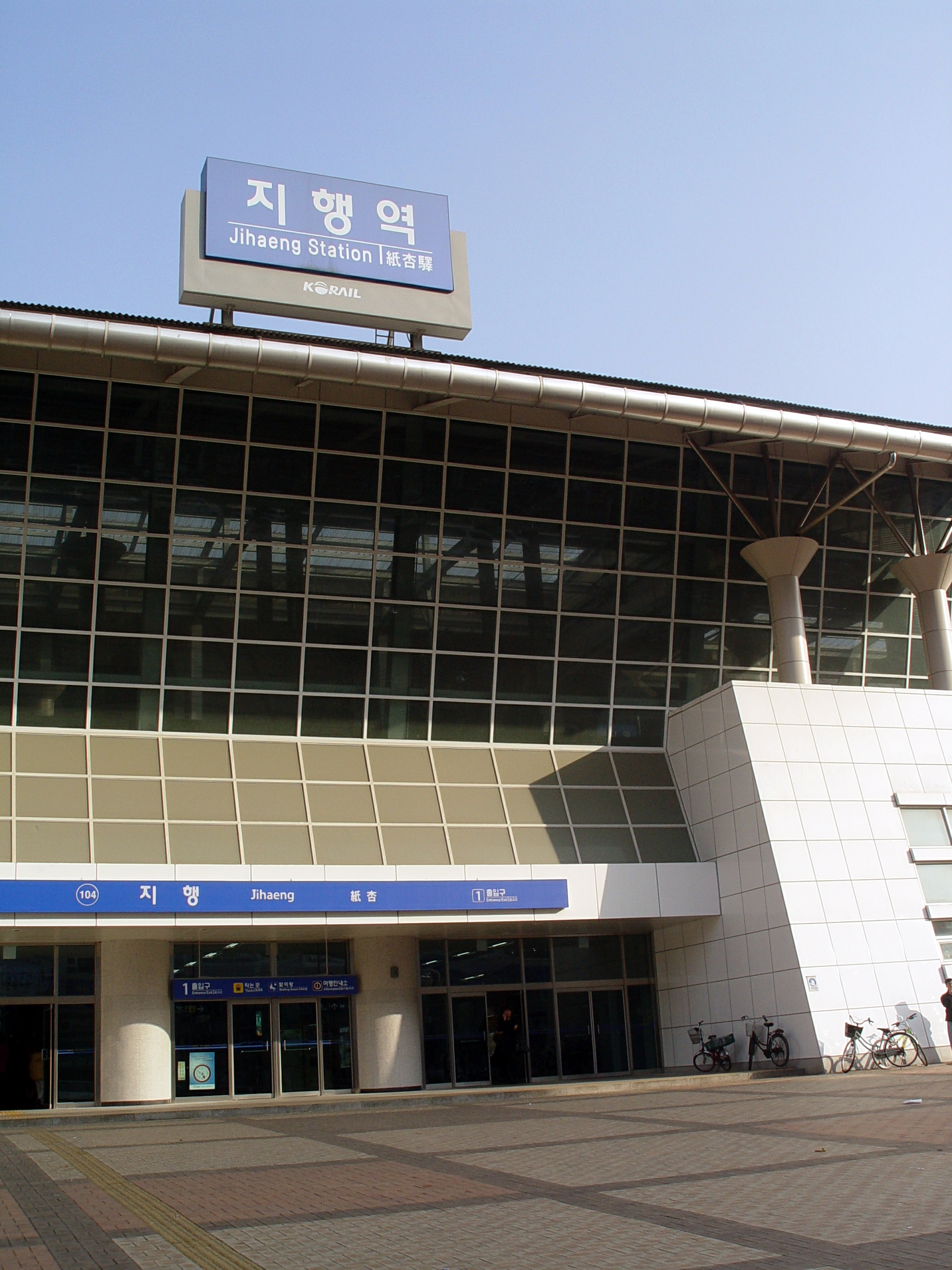
1番出入口（2007年撮影）
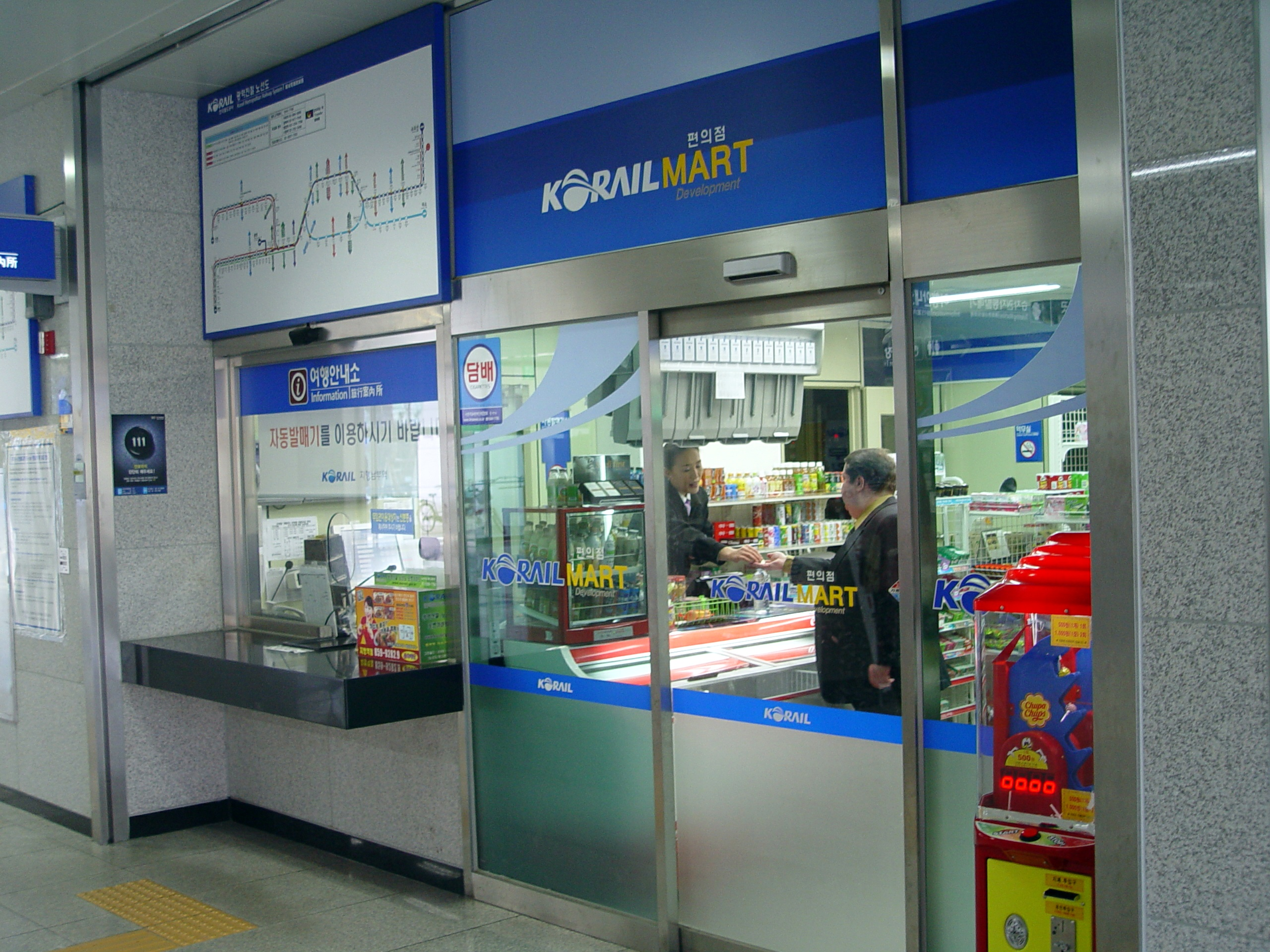
駅の売店（KORAIL MART・2007年撮影）

## 利用状況
近年の一日平均利用人員推移は下記のとおり。なお、2006年は開業日の12月15日から12月31日までの17日間の平均である。
| 路線       | 路線     | 2000年 | 2001年 | 2002年 | 2003年 | 2004年 | 2005年 | 2006年 | 2007年 | 2008年 | 2009年 | 出典  |
| ---------- | -------- | ------ | ------ | ------ | ------ | ------ | ------ | ------ | ------ | ------ | ------ | ----- |
| 京元電鉄線 | 乗車人員 | 未開業 | 未開業 | 未開業 | 未開業 | 未開業 | 未開業 | 3,363  | 4,755  | 5,964  | 6,417  | [ 1 ] |
| 京元電鉄線 | 降車人員 | 未開業 | 未開業 | 未開業 | 未開業 | 未開業 | 未開業 | 3,304  | 4,447  | 5,680  | 6,074  | [ 1 ] |
| 路線       | 路線     | 2010年 | 2011年 | 2012年 | 2013年 | 2014年 | 2015年 | 2016年 | 2017年 | 2018年 | 2019年 | 出典  |
| 京元電鉄線 | 乗車人員 | 6,897  | 7,173  | 7,432  | 7,366  | 7,289  | 7,314  | 7,413  | 7,467  | 7,416  | 7,510  | [ 1 ] |
| 京元電鉄線 | 降車人員 | 6,530  | 6,843  | 7,108  | 7,128  | 7,125  | 7,235  | 7,404  | 7,461  | 7,363  | 7,450  | [ 1 ] |
| 路線       | 路線     | 2020年 | 2021年 | 2022年 | 2023年 |        |        |        |        |        |        |       |
| 京元電鉄線 | 乗車人員 | 5,299  | 5,407  | 6,237  | 6,457  |        |        |        |        |        |        |       |
| 京元電鉄線 | 降車人員 | 5,259  | 5,407  | 6,236  | 6,475  |        |        |        |        |        |        |       |

## 駅周辺
- 伊淡初等学校
- 京畿道東豆川揚州教育支援庁
- 東豆川消防署
- 東豆川郵逓局東豆川紙杏洞郵逓局
- 生淵中学校
- 東豆川市保健所
- 議政府地方法院東豆川登記所
- 東豆川外国語高等学校
- 紙杏初等学校
- 東豆川中央高等学校
- 東豆川中央中学校
- 東豆川市外バスターミナル
  - ロッテマート東豆川店
- 東豆川サイエンスタワー

## 隣の駅
韓国鉄道公社
 1号線（京元電鉄線）
急行・緩行
東豆川中央駅 (103) - 紙杏駅 (104) - 徳亭駅 (105)